# 地下足袋

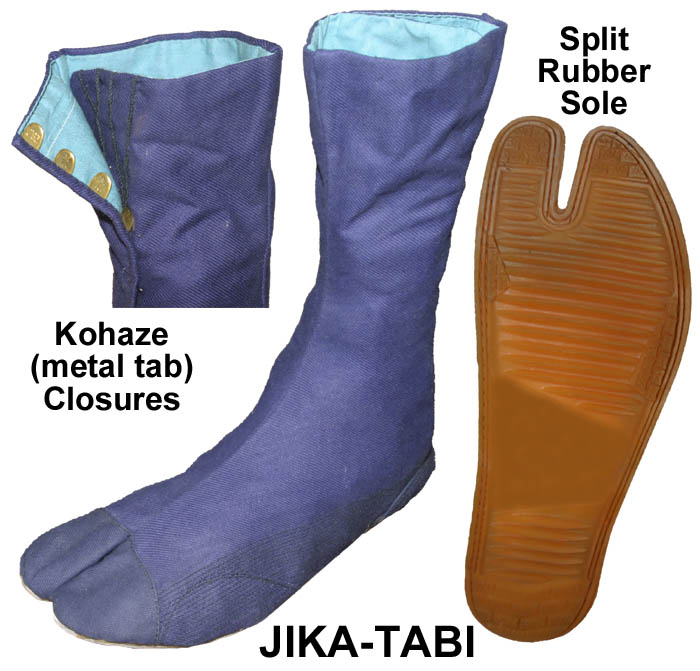
地下足袋的結構

地下足袋（日语：じかたび）是一種能夠直接穿著於地面的足袋，又稱為直足袋、跣足袋，鞋面的材質為紺木綿或盲縞，鞋底為硫化橡膠，以小鉤取代綁腿來固定腳踝。縫合式地下足袋的鞋面直接與鞋底縫在一起，貼合式地下足袋則是以黏貼方式取代縫合的部分。柔軟的橡膠鞋底改善了足部的觸覺並可防止滑倒，適合高空作業和脚手架作業，常被用於農村、礦山和土木工程等勞動場所。
分趾型的勞動鞋早在江戶時代就已出現，例如使用皮革製成的足袋沓，而農村地區則以用粗線加固鞋底的足袋搭配草鞋。明治初年出現了雲齋底、石底等樣式，多為將棉布上漿後用粗線加固的鞋底。明治中期開始出現將橡膠縫合在鞋底的足袋，1922年石橋正二郎發明了採用了貼合式並設計有防滑凹槽的橡膠底的地下足袋，並於翌年1月推向市場，同年的關東大地震後的重建中對其需求急劇增加，取代了傳統的草鞋。